# مارگارت ویچرلی
مارگارت ویچرلی (انگلیسی: Margaret De Wolfe Wycherly؛ ۲۶ اکتبر ۱۸۸۱ – ۶ ژوئن ۱۹۵۶) یک هنرپیشه اهل بریتانیا بود. وی بین سال‌های ۱۹۰۵ تا ۱۹۵۵ میلادی فعالیت می‌کرد.

## بخشی از فیلمشناسی
- نیمه‌شب (فیلم ۱۹۳۴) (۱۹۳۴)
- پیروزی (فیلم ۱۹۴۰) (۱۹۴۰)
- گروهبان یورک (فیلم) (۱۹۴۱)
- برداشت محصول تصادفی (فیلم) (۱۹۴۲)
- یک سالگی (فیلم) (۱۹۴۶)
- اوج التهاب (۱۹۴۹)
- مردی با ردا (۱۹۵۱)

دروازبان